# Mind da Gap
Mind da Gap (Porto, 1993) foram um grupo de hip-hop do Porto constituída por três elementos: Ace, Presto (rappers) e Serial (produtor).

## Biografia
Começaram em 1993, como Da Wreckaz, em faziam covers. Gravam algumas maquetes com este nome mas acabam por mudá-lo para Mind da Gap porque ninguém conseguia pronunciá-lo ou escrevê-lo correctamente. 
Em 1994, gravam a sua primeira maquete como Mind da Gap e causam desde logo grande impacto no meio, chegando ao primeiro lugar do top de ouvintes do programa Repto da Antena 3, de José Mariño, com o tema “Piu-Piu-Piu”. Isto leva a que assinem contrato com a Nortesul (uma sublabel da Valentim de Carvalho) e com a qual gravam o seu EP de estreia. Este, com o nome da banda, é lançado em 1995 e conta com a participação das Djamal, D-Mars e Melo D.  No ano seguinte, gravam com os Blind Zero o EP Flexogravity, nos estúdios da Valentim de Carvalho. 
A sua estreia com álbum aconteceu em 1997, com Sem Cerimónias, e foi sem dúvida um momento importante para o Hip Hop português, na altura ainda na fase inicial. 
Em 2000, é lançado o álbum A Verdade e, mais uma vez, os Mind da Gap crescem e inovam.
Com 2002, chega Suspeitos do Costume, álbum que alcança o galardão de disco de prata, um feito pioneiro no Hip Hop português. 
Em 2006, depois de quatro anos de sucesso "na estrada”, os MDG lançam o álbum Edição Ilimitada e são consequentemente nomeados para a categoria Best Portuguese Act, dos MTV Europe Music Awards desse ano, acabando por perder o prémio para a banda Moonspell.
Em 2007, lançam a compilação Matéria Prima (1997-2007), que conta com temas dos seus quatro álbuns incluindo e temasinéditos. O grupo fez a apresentação do disco nas FNAC de Braga, grande Porto e grande Lisboa.
Em 2010, os Mind da Gap lançam o álbum A Essência , que contou com os singles "A Essência", "Não Pára" (com Valete) e "Sintonia".
Em 2012, foi a vez do álbum Regresso Ao Futuro, do qual foram extraídos os singles "O Jardim" e "És Onde Quero Estar (com Sam The Kid).
Em 2016, o produtor Serial abandonou o projeto, o que levou ao fim dos Mind da Gap enquanto grupo.

## Reconhecimento
São nomeados para o Prémio de Best Portuguese Act, na edição de 2006 dos MTV Europe Music Awards.
O tema Dedicatória, é considerado pela Time Out, em 2024, como um vinte clássicos do hip hop português. 

## Imprensa
“Há pérolas no disco, que evidenciam o lugar de destaque ocupado por Serial na produção hip-hop nacional… Edição Ilimitada é um disco globalmente bem disposto, filtrado por um instrumental de luxo que é uma maravilha hiper tecnológica” – Público (Y)
“Edição Ilimitada, o melhor álbum dos Mind Da Gap, é um álbum hi-tec, desmesurado, depurado, pop…” - Blitz
“Os MDG ganham taça Ibérica por muitos pontos e estão na frente do hip hop Europeu.” - Alabama (Espanha)
“MDG têm um álbum de um grande standard de qualidade, com poderosas e contundentes rimas (alguém disse que o português não é musical?). Sem Cerimónias é um exemplo comparável a qualquer artista do ‘outro lado do oceano’... façam um favor: comprem-no já.” - On The Rocks (Espanha)
“Um dos mais ambiciosos e excitantes discos dos ultimos tempos. Os MDG conseguem chegar à verdadeira essencia do hip hop e ficar com o seu melhor. Não existem dúvidas... os MDG só podem ser comparados com os melhores" - Mondo Sonoro (Espanha)

## Discografia
Entre a discografia da banda encontram-se: 
| Ano  | Título                    |
| ---- | ------------------------- |
| 1995 | Mind da Gap               |
| 1996 | Flexogravity              |
| 1997 | Sem Cerimónias            |
| 2000 | A Verdade                 |
| 2002 | Suspeitos do Costume      |
| 2006 | Edição Ilimitada          |
| 2008 | Matéria Prima (1997-2007) |
| 2010 | A Essência                |
| 2012 | Regresso ao Futuro        |